# Bežovce
Bežovce (in ungherese: Bező) è un comune della Slovacchia facente parte del distretto di Sobrance, nella regione di Košice.